# ロバート・コーンスウェイト (サッカー選手)
ロバート・リチャード・コーンスウェイト（Robert Richard Cornthwaite, 1985年10月24日- ）は、イングランド・ランカシャー州ブラックバーン出身の元サッカー選手。ポジションはディフェンダー。
Kリーグ時代の登録名はコニー（ハングル: 코니）。

## 経歴

### アデレード・ユナイテッド
2005年、コーンスウェイトはAリーグのアデレード・ユナイテッドFCと契約するも、最初の2シーズンのほとんどをベンチで過ごした。2007-08シーズンに入ると、リーグ戦で19試合に先発出場し、AFCチャンピオンズリーグ2008のグループリーグ初戦浦項スティーラーズ戦で前半3分に先制ゴールにして移籍後初ゴールを記録。
2008年9月17日水曜日、アウェー日本で行われたJ1を5度制したJリーグ王者鹿島アントラーズとの準々決勝第1戦で、38分に副主将ルーカス・パンテリスのクロスから主将のトラヴィス・ドッドが決め先制するも、ハーフタイムにコーンスウェイトはオウンゴールをしたことで追いつかれ、1-1で引き分けた。第2戦は、0-0と堅い試合の中で73分に決勝ゴールを挙げ、2試合合計2-1でチームを準決勝進出へ導いた。この試合後に相手DFの岩政大樹は、"イングランドのような組織を組んでゾーンで守りながらも人には強くいく、日本にないレベルのサッカー。"と賞賛した。
2008年12月27日、コースウェイトはパース・グローリーFCに1-0で勝った試合でAリーグ50試合出場記録を達成。2009年10月、クラブと新たに3年契約を結んだ。

### 全南
2011年3月8日、Kリーグの全南ドラゴンズと2年契約を結んだ。

### セランゴール
2015年、マレーシア・スーパーリーグのセランゴールFAに移籍した。

### ウェスタン・シドニー・ワンダラーズ
2016年7月14日、ウェスタン・シドニー・ワンダラーズFCに2年契約で移籍した。

### ペラ
2018年1月16日、ペラFAに1年契約で移籍した。同年6月4日、半年の契約を残し、引退した。

## 代表
2009年3月4日、AFCアジアカップ2011予選のクウェート戦に途中出場し、オーストラリア代表デビュー。2キャップ目となった2012年11月14日の韓国戦の決勝ゴールが代表初ゴールとなった。

## 所属クラブ
- アデレード・シティFC 2003
- エンフィールド・シティ・ファルコンズ（英語版） 2004
- ホワイト・シティ・ウッドビル（英語版） 2005
- アデレード・ユナイテッドFC 2005-2011

→ アデレード・オリンピックFC 2006 (loan)
- 全南ドラゴンズ 2011-2014
- セランゴールFA 2015-2016
- ウェスタン・シドニー・ワンダラーズFC 2016-2018
- ペラFA 2018